# Romeo and Juliet (píseň)
Romeo and Juliet je skladba britské rockové skupiny Dire Straits, která se objevila na jejich albu Making Movies z roku 1981. Následně se také objevila na kompilačních albech Money for Nothing, Sultans of Swing: The Very Best of Dire Straits, a The Best of Dire Straits & Mark Knopfler: Private Investigations.
Píseň je o dvou mladých lidech, "Romeu" a "Julii", kdy se Romeo dovolává Julie poté, co Julie našla slávu a odešla z drsné čtvrti, kde se poprvé potkali.
Originální nahrávka se vyskytla v několika filmech, např. Jednotce příliš rychlého nasazení, Na plný pecky nebo Poslední mejdan.
Píseň je inspirována samotným Markem Knopflerem, frontmanem Dire Straits, a jeho neúspěšným románkem s Holly Beth Vincentovou.
Píseň se dočkala mnoha coververzí, např. od Indigo Girls nebo Lisy Mitchell, The Killers, Edwina McCaina, Michaela Stanleyho a dalších.

## Obsazení
- Mark Knopfler – kytara, vokály, rytmická kytara
- John Illsley – basová kytara
- Pick Withers – bicí nástroje
- Roy Bittan – piano, Hammondovy varhany